# クロ・マグス
クロ・マグス（Cro-Mags）はアメリカ合衆国ニューヨークのハードコア・パンク／クロスオーバー・スラッシュバンド。

## 概要
1980年代初頭にニューヨーク出身のハーレー・フラナガンを中心として結成される。CBGBにおけるライヴ活動を通じてニューヨーク・ハードコア・シーンで人気を獲得すると、1986年に『The Age of Quarrel』でデビュー。モーターヘッドやメガデスとアメリカ国内をツアーする。メンバーチェンジを経て発表された1989年の『Best Wishes』ではスラッシュ・メタルに接近したクロスオーバー・スラッシュのサウンドを展開した。1993年の4作目『Near Death Experience』を発表後に活動を休止するが、2000年に復活しアルバム『Revenge』を発表。その後、メンバー間の不和により再び活動が滞ったが、2003年には「クロ・マグス NYC」名義で初来日。
2012年現在もライヴ活動を行っている。
中心メンバーのハーレー・フラナガンとジョン・ジョセフはブラジリアン柔術の愛好家であり、公式ホームページにはヘンゾ・グレイシー、ハイアン・グレイシー、ホドリゴ・グレイシーらと撮った写真が掲載されている。また、ジョン・ジョセフはバッド・ブレインズのローディーを務めていたことがあり、30年来のヴィーガンである。

## メンバー

### オリジナル・メンバー
- エリック・カサノヴァ - ボーカル
- ハーレー・フラナガン - ベース （2ndではボーカル兼任）
- パリス・メイヒュー - ギター
- ダグ・ホランド - ギター
- マッキー・ジェイソン - ドラム

### 現在のメンバー
- ハーレー・フラナガン - ボーカル、ベース
- ロッキー・ジョージ - ギター （元スイサイダル・テンデンシーズ）
- ギャビー・アブララチ - ギター
- ギャリー・サリバン - ドラム

デビュー前後からメンバーは流動的であり、脱退と加入を繰り返しているメンバーも多い。

## ディスコグラフィー

### アルバム
- The Age of Quarrel (1986)
- Best Wishes (1989)
- Alpha Omega (1992)
- Near Death Experience (1993)
- Revenge (2000)
- In the Beginning (2020)

### ライヴアルバム
- Hard Times in an Age of Quarrel (1994)

### DVD
- Final Quarrel: Live at CBGB 2001 (2007)

## 来日公演

### 2003年
CRO-MAGS NYC JAPAN TOUR 2003
- 2月13日 渋谷ON-AIR WEST
- 2月15日 名古屋CLUB QUATTRO
- 2月16日 心斎橋CLUB QUATTRO